# Eric Milner
Eric Charles Milner (* 17. Mai 1928 in London; † 20. Juli 1997 in Calgary) war ein britisch-kanadischer Mathematiker, der sich mit Kombinatorik beschäftigte.
Milner wuchs in London auf und besuchte 1946 bis 1951 das King’s College London (Master-Abschluss 1950), wo er bei Richard Rado und Charles Coulson (bei diesem forschte er nach seinem Abschluss über Quantenmechanik) hörte und die
Drew-Goldmedaille gewann. Er promovierte 1962 bei Rado an der University of London. Danach lehrte er an der
National University of Singapore (damals University of Malaya), der Universität Reading und ab 1967 als Professor an der University of Calgary in Kanada.
Milner beschäftigte sich unter anderem mit der Theorie der Transversalen aus dem Schnittfeld von Kombinatorik und Mengenlehre, die aus Betrachtungen zum Heiratssatz von Philip Hall entstand. 1974 hielt er darüber einen Plenarvortrag auf dem Internationalen Mathematikerkongress (ICM) in Vancouver (Transversal Theory).
1976 wurde er Fellow der Royal Society of Canada.

## Verweise
1. ↑  Eric C. Milner im Mathematics Genealogy Project (englisch)  abgerufen am 13. August 2024.
2. ↑  Die Transversale zu einer Menge von Mengen {\displaystyle S_{i}} enthält genau ein Element aus jeder Menge {\displaystyle S_{i}}

| Personendaten    | Personendaten            |
| ---------------- | ------------------------ |
| NAME             | Milner, Eric             |
| ALTERNATIVNAMEN  | Milner, Eric Charles     |
| KURZBESCHREIBUNG | kanadischer Mathematiker |
| GEBURTSDATUM     | 17. Mai 1928             |
| GEBURTSORT       | London                   |
| STERBEDATUM      | 20. Juli 1997            |
| STERBEORT        | Calgary                  |